# Polyhydroxyalcanoate
 (septembre 2013).
Si vous disposez d'ouvrages ou d'articles de référence ou si vous connaissez des sites web de qualité traitant du thème abordé ici, merci de compléter l'article en donnant les références utiles à sa vérifiabilité et en les liant à la section « Notes et références ».
Les polyhydroxyalcanoates ou PHA sont des polyesters biodégradables produits naturellement par fermentation bactérienne de sucres ou lipides. Ils sont produits par les bactéries en tant que stockage de carbone et d'énergie. Le terme polyhydroxyalcanoate regroupe plus de 150 monomères différents qui conduisent à des propriétés parfois très différentes. Ces polymères peuvent ainsi présenter des propriétés thermoplastiques ou d'élastomères avec des points de fusion allant de 40 à 180 °C.

## Historique
L'observation de granules de polyhydroxyalcanoates est rapportée pour la première fois en 1901 par le microbiologiste hollandais Martinus Beijerinck[réf. nécessaire]. Cependant la détermination de la composition de ces granules ne sera réalisée qu'en 1927 par le bactériologiste français Maurice Lemoigne (1883-1967). À cette époque directeur du laboratoire de fermentation de l'Institut Pasteur de Lille, Maurice Lemoigne rapporte une acidification des suspensions aqueuses de la bactérie Bacillus megaterium lorsque celles-ci étaient privées d'oxygène. Il attribue cette acidification à de l'acide ß-oxobutyrique. Ce n'est que quatre ans plus tard qu'il met en évidence un matériau solide dont il caractérise le point de fusion, la masse molaire et l'activité optique. Il suggère dans ces publications que ce matériau est issu « de la déshydratation et de la polymérisation de l'acide ß-oxobutyrique »[réf. nécessaire]. Ceci constitue une réelle avancée à cette époque où le concept de macromolécule n'était pas reconnu.
Une trentaine d'années plus tard, d'autres chercheurs s’intéressent aux PHA. Parmi ces chercheurs, Macrae et Wilkinson rapportent en 1958 que la bactérie Bacillus megaterium accumule du P(3HB) lorsque le ratio carbone/azote du milieu est élevé. Inversement, le polymère est consommé par la bactérie en l'absence de source d'énergie et de carbone exogène. Cette publication de Macrae et Wilkinson, marque le point de départ de nombreuses recherches sur les PHA[réf. nécessaire]. Par exemple, leur occurrence dans de nouvelles bactéries des genres Pseudomonas, Azotobacter, Hydrogenomonas, ou Chromatium sont découvertes. Outre une caractérisation plus précise du P(3HB), ces nouvelles études mettent en évidence la relation entre la biosynthèse du polymère et l'environnement extracellulaire. Ces conditions de synthèse varient selon le micro-organisme, mais toutes impliquent un facteur de limitation de croissance comme un déficit en azote, soufre, potassium ou oxygène.
Jusqu'en 1973, l’intérêt des PHA portait principalement sur la compréhension du fonctionnement des micro-organismes et l'influence des facteurs environnementaux sur la production et l'utilisation du polymère pour les bactéries. Le choc pétrolier de 1973 marque un tournant dans l'étude de PHAs, et ces polymères apparaissent comme de potentiels substituts à certains plastiques pétrochimiques comme le polypropylène.

## Structure
Les polyhydroxyalcanoates les plus communs sont le P(3HB) (poly(3-hydroxybutyrate)), le PLA (acide polylactique, poly(acide lactique) ou polylactide), le PGA (acide polyglycolique, poly(acide glycolique) ou polyglycolide), le P(3HV) (poly(3-hydroxyvalerate)) et le P(3-HHx) (poly(3-hydroxyhexanoate)).
Suivant la longueur de la chaîne latérale, trois types de PHAs peuvent être différenciés :
- Si R comporte moins de 5 atomes de carbone on parle de PHA à chaîne latérale courte notés scl-PHA (short chain length-PHA)
- Si R comporte 5 à 13 atomes de carbone on parle de PHA à chaîne latérale moyenne notés mcl-PHA (medium chain length-PHA)
- Si R comporte plus de 14 atomes de carbone on parle de PHA à chaîne latérale longue notés lcl-PHA (long chain length-PHA)

.
| Valeur de m | Classe de PHA | Nature de R | Nom du PHA                                                               | Abréviation               |
| ----------- | ------------- | ----------- | ------------------------------------------------------------------------ | ------------------------- |
| m=0         | -             | R=H         | Acide polyglycolique ou poly(acide glycolique) ou polyglycolide          | PGA                       |
| m=0         | -             | R=CH3       | Acide polylactique ou poly(acide lactique) ou polylactide                | PLA                       |
| m=1         | PHA-scl       | R=H         | Poly(3-hydroxypropionate) ou poly(β-hydroxypropionate)                   | P(3HP) ou P(βHP)          |
| m=1         | PHA-scl       | R=CH3       | Poly(3-hydroxybutyrate) ou poly(β-hydroxybutyrate)                       | P(3HB) ou P(βHB)          |
| m=1         | PHA-scl       | R=C2H5      | Poly(3-hydroxyvalerate) ou Poly(β-hydroxyvalerate)                       | P(3HV) ou P(βHV)          |
| m=1         | PHA-mcl       | R=C3H7      | Poly(3-hydroxyhexanoate) ou Poly(β-hydroxyhexanoate)                     | P(3HHx) ou P(βHHx)        |
| m=1         | PHA-mcl       | R=C5H11     | Poly(3-hydroxyoctoate) ou Poly(β-hydroxyoctoate)                         | P(3HO) ou P(βHO)          |
| m=1         | PHA-lcl       | R=C15H31    | Poly(3-hydroxyoctadecanoate) ou Poly(β-hydroxyoctadecanoate)             | P(3HOD) ou P(βHOD)        |
| m=2         | PHA-scl       | R=H         | Poly(4-hydroxybutyrate) ou Poly(γ-hydroxybutyrate)                       | P(4HB) ou P(γHB)          |
| m=3         | PHA-scl       | R=H         | Poly(5-hydroxyvalerate) ou Poly(δ-hydroxyvalerate) ou Polybutyrolactone  | P(5HV) ou P(δHV) ou PBL   |
| m=4         | PHA-scl       | R=H         | Poly(6-hydroxyhexanoate) ou Poly(ε-hydroxyhexanoate) ou Polycaprolactone | P(6HHx) ou P(εHHx) ou PCL |

Par abus de langage, le terme polyhydroxybutyrate fait souvent référence au poly(3-hydroxybutyrate). Bien qu'ils soient constitués de motifs hydroxyacides, la polycaprolactone, et les acides polylactique et polyglycolique ne sont généralement pas considérés comme des polyhydroxyalcanoates.

## Synthèse

### Synthèse par fermentation bactérienne

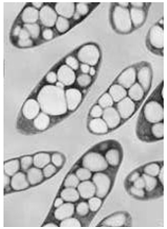
Granules de PHAs

La biosynthèse des PHA est habituellement causée par des conditions de carences (i.e. le manque de macro-éléments ou oligo-éléments tels que le phosphore, l'azote, ou l'oxygène) combinée à une offre excédentaire de source de carbone. Dans ces conditions de cultures les bactéries productrices accumulent ces sources de carbone sous forme de granules. Le taux de PHA contenu dans ces inclusions intracellulaires peut atteindre jusqu'à 80 % du poids sec du micro-organisme.
En fonction des conditions de cultures et de variété du micro-organisme utilisé des homo- ou copolyesters avec différents acides hydroxyalcanoïques sont formés.

#### Extraction du PHA bactérien
Les granules de PHA peuvent être isolées par différentes méthodes:
- Extraction à l'aide de solvants (halogenés ou non)
- Digestion du matériel cellulaire autre que le PHA à l'aide de tensioactifs, d'hypochlorite de sodium, d'enzymes
- Extraction mécanique à l'aide de broyeurs à billes ou d'homogénéiseurs à haute pression.

Une autre de méthode de synthèse consistant en l'utilisation in-vitro de PHA synthases permet d'obtenir le polymère dans l'eau à température ambiante tout en limitant les procédures d'extraction et de purification nécessaires.

### Synthèse de PHA dans certaines plantes transgéniques
Une équipe de l’Université de Tokyo a réussi à synthétiser du PHB dans une pomme de terre (Solanum tuberosum) à la suite d’une manipulation génétique. Les chercheurs nippons ont extrait les gènes d’une bactérie productrice de PHB et sont parvenus à faire produire du PHB par la pomme de terre.

### Synthèse par ouverture de cycles
Les PHA peuvent également être synthétisés par polymérisation par ouverture de cycle. Cette technique permet notamment d'obtenir des PHA sans résidus de matériel cellulaire bactérien. Cependant, il est relativement difficile d'obtenir des lactones stéréochimiquement pures et des masses molaires comparables aux polymères bactériens.
Dans le cas du PHB, on utilise la β-butyrolactone. C'est par cette méthode que l'on obtient le P3HB syndiotactique.

## Propriétés

### Homopolymères
Les PHA sont des polymères thermoplastiques, qui selon leur composition, peuvent être ductiles et plus ou moins élastiques. Ils sont relativement stables aux UV contrairement à l'acide polylactique et présentent une faible perméabilité à l'eau. Le taux de cristallinité du polymère peut varier de quelques pourcents jusqu'à 70 %.
| Nom du PHA                | Tg (°C)   | Tm (°C)   | Tc(°C) | Td(°C)    | Module (MPa) | Contrainte à la rupture (MPa) | Élongation à la rupture (%) |
| ------------------------- | --------- | --------- | ------ | --------- | ------------ | ----------------------------- | --------------------------- |
| Poly(3-hydroxypropionate) | -17       | 77 à 88   | -      | -         | -            | -                             | -                           |
| Poly(3-hydroxybutyrate)   | -5 à 5    | 195 à 199 | 92     | 228       | 3 500        | 40 à 43                       | 4 à 6                       |
| Poly(3-hydroxyvalerate)   | -15 à -17 | 103 à 112 | 58     | 231 à 258 | -            | 31                            | 14                          |
| Poly(3-hydroxyhexanoate)  | -28       | -         | -      | 212       | -            | 6                             | -                           |
| Poly(3-hydroxyheptanoate) | -32       | -         | -      | 240       | 17           | -                             | 250 à 350                   |
| Poly(3-hydroxyoctanoate)  | -35 à -38 | 66        | -      | 256       | -            | 6 à 10                        | 300 à 450                   |

Le homopolymère de P(3HB) est relativement rigide et fragile. Lorsque la longueur de la chaine latérale augmente, les PHAs sont plutôt ductiles.

## Applications
Les PHA sont utilisés en tant que polymères biodégradables comme matériaux d'emballage en particulier pour les produits alimentaires. Ils servent également dans le domaine médical comme matériaux résorbables (matériels de suture, implants, ou pour l'encapsulation de substances actives).

## Sources
1. ↑  N. Jacquel et al., « Solubility of polyhydroxyalkanoates by experiment and thermodynamic correlations », AlChE J., vol. 53, no 10,‎ 2007, p. 2704-2714 (DOI 10.1002/aic.11274)
2. ↑  N. Jacquel et al., « Isolation and purification of bacterial poly(3-hydroxyalkanoates) », Biochem. Eng. J., vol. 39, no 1,‎ 2008, p. 15-27 (DOI 10.1016/j.bej.2007.11.029)